# Caratê nos Jogos Mundiais de 2009
As competições de caratê nos Jogos Mundiais de 2009 ocorreram entre 25 e 26 de julho no Ginásio da Universidade Nacional Sun Yat Sen. Treze eventos foram disputados.

## Quadro de medalhas
| Ordem | País                 | Medalha de ouro | Medalha de prata | Medalha de bronze |    |
| ----- | -------------------- | --------------- | ---------------- | ----------------- | -- |
| 1     | Taipé Chinesa        | 1               | 2                | 1                 | 4  |
| 2     | Grécia               | 1               | 1                | 1                 | 3  |
| 3     | Rússia               | 1               | 1                |                   | 2  |
| 3     | Eslováquia           | 1               | 1                |                   | 2  |
| 5     | Croácia              | 1               |                  | 2                 | 3  |
| 6     | Alemanha             | 1               |                  | 1                 | 2  |
| 6     | Itália               | 1               |                  | 1                 | 2  |
| 6     | Venezuela            | 1               |                  | 1                 | 2  |
| 9     | Bósnia e Herzegovina | 1               |                  |                   | 1  |
| 9     | Brasil               | 1               |                  |                   | 1  |
| 9     | Hungria              | 1               |                  |                   | 1  |
| 9     | Cazaquistão          | 1               |                  |                   | 1  |
| 9     | Vietname             | 1               |                  |                   | 1  |
| 14    | França               |                 | 3                |                   | 3  |
| 15    | Egito                |                 | 1                | 1                 | 2  |
| 15    | Japão                |                 | 1                | 1                 | 2  |
| 17    | Bélgica              |                 | 1                |                   | 1  |
| 17    | República Dominicana |                 | 1                |                   | 1  |
| 17    | Nova Zelândia        |                 | 1                |                   | 1  |
| 20    | Montenegro           |                 |                  | 2                 | 2  |
| 20    | Turquia              |                 |                  | 2                 | 2  |
| TOTAL | TOTAL                | 13              | 13               | 13                | 39 |

## Medalhistas
| Evento                             | Ouro                        | Prata                        | Bronze                          |
| Até 60 kg masculino (detalhes)     | BRA Douglas Brose           | TPE Hsia Wen-Haung           | CRO Daniel Domdjoni             |
| Até 65 kg masculino (detalhes)     | HUN Adam Kovacs             | FRA William Rolle            | TUR Omer Kemaloglu              |
| Até 70 kg masculino (detalhes)     | VEN Jean Pena               | JPN Shinji Nakagi            | EGY Tamer Morsy                 |
| Até 75 kg masculino (detalhes)     | GRE Michael Georgios Tzanos | BEL Diego Vandeschrick       | JPN Kou Matsuhisa               |
| Até 80 kg masculino (detalhes)     | TPE Hao-yun Huang           | RUS Islamutdin Eldaruchev    | GRE Konstantinos Papadopoulos   |
| Mais de 80 kg masculino (detalhes) | GER Jonathan Horne          | GRE Spyridon Margaritopoulos | MNE Almir Cecunjanin            |
| Até 53 kg feminino (detalhes)      | CRO Jelena Kovacevic        | TPE Yen Hui Chen             | TUR Gulderen Celik              |
| Até 60 kg feminino (detalhes)      | RUS Maria Sobol             | SVK Eva Tulejova             | TPE Ting Chang                  |
| Mais de 60 kg feminino (detalhes)  | BIH Arnela Ondzakovic       | FRA Tiffany Fanjat           | GER Silvia Sperner              |
| Aberto masculino (detalhes)        | KAZ Khalid Khalidov         | EGY Kestha Hany              | MNE Almir Cecunjanin            |
| Aberto feminino (detalhes)         | SVK Eva Tulejova            | NZL Letitia Carr             | CRO Ema Anicic                  |
| Kata masculino (detalhes)          | ITA Luca Valdesi            | FRA Minh Dack                | VEN Antonio Jose Diaz Fernandez |
| Kata feminino (detalhes)           | VIE Hoang Ngan Nguyen       | DOM Maria Dimitrova          | ITA Sara Battaglia              |